# مذابح سجناء المفوضية الشعبية للشؤون الداخلية
مذابح سجناء المفوضية الشعبية للشؤون الداخلية هي سلسلة من حلقات الإعدام الجماعي التي قامت بها الوكالة السوفيتية والمعروفة باسم المفوضية الشعبية للشؤون الداخلية، أثناء الحرب العالمية الثانية، ضد سجنائها في أوروبا الشرقية وتحديدًا في بولندا المُحتلّة، وجمهورية أوكرانيا الاشتراكية السوفيتية ، وجمهورية بيلاروسيا الاشتراكية السوفيتية، ودول البلطيق، وبيسارابيا، علاوة على بعض المناطق الأخرى داخل الاتحاد السوفيتي والتي انسحب منها الجيش الأحمر بعد الثاني والعشرين من يونيو لعام 1941 عندما قامت القوات الألمانية باجتياح الأراضي السوفيتية.
وتباينت أعداد القتلى باختلاف الموقع الجغرافي، حيث بلغت أعداد القتلى قرابة 9,000 فرد في جمهورية أوكرانيا الاشتراكية السوفيتية  مفابل ما يتراوح بين 20,000 و30,000 فرد في شرق بولندا المُحتلّة، والمعروفة حاليًا بغرب أوكرانيا، في الوقت الذي اقترب فيه العدد الإجمالي للضحايا لنحو 100,000 قتيل.

## نظرة عامة
أدّت عملية بارباروسا إلى اندلاع الفوضى في كافة هيئات ومؤسسات الاتحاد السوفيتي ولا سيّما داخل المفوّضية الشعبية للشؤون الداخلية التي أنشأت سجونها داخل الأراضي المُنتزعة من جانب الاتحاد السوفيتي بُناءًا على الميثاق الألماني السوفيتي المُوقّع بين وزيري خارجية الجانبين؛ فياتشيسلاف مولوتوف ويواخيم فون ريبنتروب، وعليه أكتظت السجون السوفيتية في هذه المناطق بالنزلاء وخاصة السجناء السياسيين، بعدها صدرت الأوامر للمفوّضية الشعبية للشؤون الداخلية بالتعامل مع الموقف، ومنها الأمر رقم 00803 الذي أوجب على المفوّضية إخلاء أكثر من 140,000 سجين في شرق بولندا المُحتل والتخلّص منهم جميعُا، علاوة على 60,000 أخرين في أوكرانيا وغرب بيلاروسيا أُجبروا على الإخلاء سيرًا على الأقدام، وتُشير المصادر السوفيتية إلى مقتل ما يزيد عن 9,800 نزيل أثناء عمليات الإخلاء؛ أُعدم منهم 1,443 فرد على يد السُلطات السوفيتية نفسها، بينما سقط 59 قتيلُا أثناء محاولتهم الفرار، كما لقى 23 منهم حتفهم جراء القصف الألماني في حين فقد 1,057 أرواحهم لأسباب أُخرى مُتعددة.
كما أوضح المؤرخ يوري بويشوك فظاعة عمليات الإخلاء موضّحًا أن عمليات الإعدام الجماعي لم تكن أسوأ ما في الأمر، بل في كيفية تنفيذ وإتمام نلك العمليات، فبعد علمهم ببدء عمليات الإخلاء، هرع أهالي النزلاء إلى السجون ليجدوا أكوامًا من الجثث المشوّهة، والتي صعب تحديد أصحابها، كما أظهرت الجثث تعرّض النزلاء للتعذيب قبل مقتلهم على يد عناصر المفوّضية الشعبية للشؤون الداخلية.
وفي مُجمل الأمر، لقى ما يقرُب من ثلثي عدد النزلاء والبالغ عددهم 150,000 سجين حتفهم، في حين نقُل الباقين منهم على قيد الحياة إلى سجون داخل الأراضي السوفيتية، في الوقت الذي تجاهلت فيه المفوّضية الشعبية للشؤون الداخلية النزلاء الأخرين الذي لم يتسع الوقت لإخلائهم، في الوقت الذي تمكّن فيه أخرون من الهرب.

## المذابح
نظّم الجيش الأحمر والمفوّضية الشعبية للشؤون الداخلية العديد من حملات الاغتيال ضد السجناء السياسيين من بولندا وحتى القرم، فمنذ اللحظات الأولى للاجتياح الألماني للأراضي السوفيتية بدأت المفوّضية الشعبية للشؤون الداخلية في إعدام أغلب النزلاء داخل السجون، ومع استمرار الجيش الأحمر في الانسحاب تم إخلاء السجون وترحيل النزلاء في مواكب جنائزية سيرًا على الأقدام، ومُعظمهم من السجناء السياسيين الّذين أُعتقلوا وأُعدموا من دون محاكمة، ولم يتم تدوين هذه المذابح أو إحصاء عدد الضحايا إلا على يد القوات الألمانية بعد احتلالها للأراضي السوفيتية وسيطرتها على المنشأت الحكومية بها، من جانبها استخدمت سلطات الاحتلال النازية هذه الأحداث، علاوة على المواد الإعلامية من صور أو ملفات عُثر عليها داخل السجون في الدعاية المُناهضة للسوفيتية ومعاداة السامية على حد سواء.
وبعد نهاية الحرب، كشفت حكومات كل من ألمانيا، وبيلاروسيا، وبولندا، وإسرائيل النقاب عن قائمة تضم ما لا يقل عن خمسة وعشرون سجنًأ أُعدم نزلائهم بالكامل على يد عناصر المفوّضية الشعبية للشؤون الداخلية، بخلاف قائمة أخرى تشمل مواقع الإعدام الجماعي خارج السجون.

### أوكرانيا
- إيفانو-فرانكيفسك (بالبولندية: ستانيسياو): مذبحة ديميانيف لاز.[13]
- بيريجاني (بالبولندية: بريزيتزاني): قامت فرق تابعة للمفوّضية الشعبية للشؤون الداخلية بإعدام ما يقرب من 300 سجين بولندي بدون محاكمة، بعضهم من أصول أوكرانية، خلال الفترة ما بين الثاني والعشرين من يونيو وحتى الأول من يوليو.
- خاركيف : قامت المفوّضية الشعبية للشؤون الداخلية بترحيل أكثر من 8,000 نزيل من سجون المدينة بالإضافة إلى ضباط بولنديين إلى منطقة بياتيخاتكي، خاركيف أوبلاست على مشارف خاركيف أوبلاست ، حيث أُعدموا جميعُا ودُفنوا على أرض النزل الصيفي لضباط المفوّضية الشعبية للشؤون الداخلية.
- دوبنو: أُعدم جميع النزلاء داخل سجن دوبنو، بما في ذلك النساء والأطفال.[3]
- دونيتسك: مذبحة حقل روجينكوفو.
- سامبير (بالبولندية: سامبور): مقتل 570 فرد.[14]
- سيمفروبول: قامت المفوّضية الشعبية للشؤون الداخلية بإعدام عدد غير محدد من الأفراد داخل مبنى المفوّضية في الحادي والثلاثين من أكتوبر.
- فينيتسا : أُعدم أكثر من 9,000 فرد.[5]
- لفيف : بدأت المذابح في المدينة بعد الهجوم الألماني مُباشرةً، حيث بدأت عمليات القتل الجماعي في الثاني والعشرين من يونيو واستمرت حتى الثامن والعشرين من الشهر نفسه، وخلال تلك الفترة أُعدم العديد من النزلاء داخل السجون البلدية في المدينة، وتنوّعت أساليب الإعدام بين الرمي بالرصاص أو إلقاء القنابل داخل الزنازين أو التجويع وحتى الطعن بحراب الأسلحة النارية،[3] ويُقدّر عدد القتلى بنحو 4,000 فرد في حين لم يتج من تلك المذبحة سوى 270 فرد فقط،[13] وتوقفت تلك المذابح لفترة وجيزة عقب انتفاضة شعبية أوكرانية أجبرت عناصر المفوّضية الشعبية للشؤون الداخلية على الانسحاب قبل أن يعودوا مُجددًا للمدينة.
- لوتسك : بعد إصابة السجن البلدي بقذيفة ألمانية أثناء القصف الجوي الذي تعرّضت له المدينة أعلنت السلطات السوفيتية عن إصدار عفو عام عن كل السجناء السياسيين لمنعهم من الهروب، وبعد أن اصطف جميع النزلاء خارج أسوار السجن تعرّضوا لوابل من الطلقات النارية من الدبابات السوفيتية أودت بحياة الغالبية العظمى من النزلاء عدى قُرابة 370 نزيلًا، أُجبروا على حفر قبور جماعية لدفن زملائهم قبل أن يُقتلوا في نهاية الأمر، من جانبها أعلنت وزارة الخارجية الألمانية عن سقوط 1,500 قتيل أوكراني جرّاء هذه المذبحة، بينما أعلنت الاستخبارات العسكرية النازية والوحدة الوقائية عن سقوط 4,000 قتيل.[1]
- يالطا: في الرابع من نوفمبر، قامت وحدات من المفوّضية الشعبية للشؤون الداخلية بإعدام كافة نزلاء السجن البلدي بالمدينة.[7]

### إستونيا
- تارتو: في التاسع من يوليو لقى أكثر من 250 سجينًا مصرعهم رميًا بالرصاص داخل السجن البلدي والبيت الرمادي، ودُقنت الجثث إما في مقابر مؤقتة أو أُلقت في بئر المياه الخاص بالسجن.[15]
- مذبحة كاوتلا: في الرابع والعشرين من يوليو قام الجيش الأحمر بإعدام عشرين مدنيًّا وحرق عشرة مزارع.

### بولندا

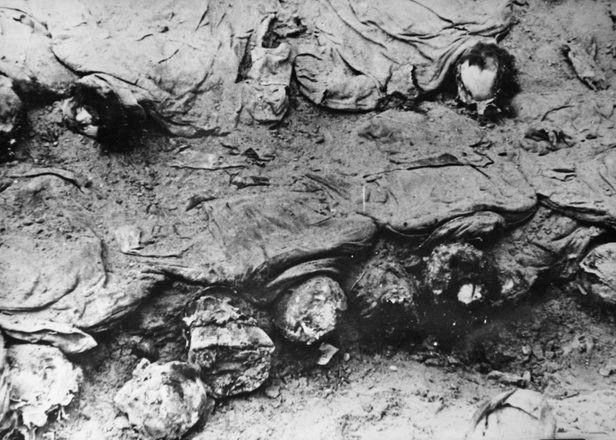
استخراج جثث ضحايا مجزرة كاتين.

بحلول عام 1941 قام الاتحاد السوفيتي بإعادة توطين أعداد كبيرة من البولنديين المقيمين في الأراضي السوفيتية قسرُا ونقلهم إلى مناطق متطرفة في البلاد، وهم من أمضوا سنتين تحت وطئة الاحتلال السوفيتي عقب الاجتياح السوفيتي لشرق بولندا عام 1939، كما تم احتجاز العديد من البولنديين وبعض الأفراد من الأقليات الأخرى وخاصة الأوكرانيين والبيلاروس داخل السجون البلدية في المناطق المختلفة في انتظار الترحيل إلى سجون المفوّضية الشعبية للشؤون الداخلية بموسكو أو معسكرات الغولاغ.
وقُدّر عدد المعتقلين بنحو نصف مليون فرد، 90% منهم من الذكور، من أصل ثلاثة عشر مليون نسمة هو تعداد سكان شرق بولندا فبيل الحرب العالمية الثانية، مما يعني أعتقال واحد من كل عشرة ذكور قبل الغزو الألماني، حيث فقد الغالبية منهم أرواحهم داخل السجون إما نتيجة التعذيب أو الإهمال، وتعددت أنواع التعذيب ما بين السمط بالماء المغلي، أو بتر الأنوف أو الآذان أو الأصابع.
من جانبه، حدد المؤرخ الأمريكي تيموثي شنايدر عدد الضحايا البولنديين بنحو 9,817 فرد لقوا حتفهم رميًا بالرصاص على يد عناصر من المفوضية الشعبية للشؤون الداخلية في أعقاب الغزو الألماني للاتحاد السوفيتي.

### بيلاروسيا
- تشرفين : قامت المفوّضية الشعبية للشؤون الداخلية بإخلاء كافة السجون بمدينة مينسك في الفترة ما بين الرابع والعشرين وحتى السابع والعشرين من شهر يونيو، حيث قُتل الآلاف من النزلاء في ضواحي مدينة تشرفين، كما سقط أخرون أثناء الترحيل في مواكب جنائزية.[18]
- غرودنو : في الثاني والعشرين من يونيو أعدمت المفوّضية الشعبية للشؤون الداخلية العشرات داخل السجن المركزي بالمدينة، ومع ذلك لم تتمكن من التخلّص من الأعداد الباقية من السجناء، والبالغ عددهم 1,700 سجين، نتيجة التقدّم الألماني داخل العمق السوفيتي والانسحاب المتسارع لقوات المفوّضية الشعبية للشؤون الداخلية.[13]
- فيليكا : أُعدم العشرات من السجناء السياسييّن، علاوة على المرضى والمصابين، قبل انسحاب القوات السوفيتية من المدينة في الرابع والعشرين من يونيو.[19]
- هليبوكايي : في الرابع والعشرين من يونيو، قامت السلطات السوفيتية بإعدام أكثر من 800 سجين داخل السجن البلدي في المدينة، كما لم يُعرف مصير عدة آلاف أخرين تم إخلائهم وترحيلهم سيرًا على الأقدام في موكب جنائزي امتد حتى مدينة ليبيل .[20]

### روسيا
- أوريول: في الحادي عشر من سبتمبر، سيق 157 نزيلًا من نزلاء سجن أوريول إلى غابة مدفيديف حيث أٌعدموا جميعًا رميًا بالرصاص تنفيذًا للأوامر الصادرة عن جوزيف ستالين، [21] كان من بين السجناء السياسييّن؛ كريستيان راكوفسكي، وأولغا كامينيفا ، وماريا سبيريدونوفا .[22]

### لاتفيا
- ليتني: في الرابع عشر من يونيو، أُقتيد 120 ضابطُا لاتفيًا إلى أحد الغابات بضواحي مدينة ليتني بدعوى اشتراكهم في المناورات التدريبية للجيش الأحمر، وما أن وصلوا حتى نُزع عنهم سلاحهم وأُوثقوا بالحبال، وأٌعدموا جميعًا رميًا بالرصاص على يد عناصر المفوّضية الشعبية للشؤون الداخلية.[23]

### ليتوانيا

ضحايا مذبحة راينياي.

- مذبحة راينياي: حيث قامت عناصر من المفوّضية الشعبية للشؤون الداخلية بالتخلّص من 79 سجينًا سياسيًا ليتوانيًا بمساعدة الجيش الأحمر على مدار يومي الرابع والعشرين والخامس والعشرين من يونيو وذلك في إحدى الغابات على مقرُبة من مدينة تلشياي.[24]
- مذبحة سجن برافينيشكيس: حيث قامت المفوّضية الشعبية للشؤون الداخلية بإعدام 260 سجينًا سياسيًا من نزلاء السجن الواقع بالقرب من كاوناس علاوة على كافة العاملين الليتوانيين فيه خلال الأيام الأخيرة من شهر يونيو.
- فيلنيوس : بعد أيام قليلة من الغزو الألماني، قامت السلطات السوفيتية بإعدام أعداد ضخمة من نزلاء سجن لوكيشكيس الشهير.[25]

## طالع أيضًا
- قائمة المذابح في الاتحاد السوفيتي
- جريمة حرب
- مقابر جماعية في الاتحاد السوفيتي
- جرائم الحرب في بولندا المحتلة أثناء الحرب العالمية الثانية

## قراءة مُفصّلة
- (بالألمانية)

```
Bogdan Musical 
Konterrevolutionäre Elemente sind zu erschießen. Die Brutalisierung des deutsch-sowjetischen Krieges im Sommer 1941
 Berlin Propyläen Verlag 349 S. 2000 
ISBN 3-549-07126-4
```

## وصلات خارجية
- (بالإنجليزية) الفظائع السوڤێتية في شرق پولندا المُحتلّة، يونيو - يوليو 1941